# Okres Engiadina Bassa/Val Müstair
Okres Engiadina Bassa/Val Müstair (rétorománsky Region Engiadina Bassa/Val Müstair, německy Region Unterengadin/Münstertal) je jedním z 11 okresů kantonu Graubünden ve Švýcarsku, které vznikly v důsledku územní reformy k 1. lednu 2016.
Okres zahrnuje Dolní Engadin a údolí Val Müstair.
Území okresu Engiadina Bassa/Val Müstair je totožné s okresem Inn, který existoval do 31. prosince 2015.

## Seznam obcí
| Znak        | Název obce  | Počet obyvatel (31. 12. 2022) | Rozloha (km²) | Hustota zalidnění (obyv./km²) |
| ----------- | ----------- | ----------------------------- | ------------- | ----------------------------- |
| Samnaun     | Samnaun     | 791                           | 56,28         | 14                            |
| Scuol       | Scuol       | 4601                          | 438,61        | 11                            |
| Valsot      | Valsot      | 826                           | 158,95        | 5                             |
| Val Müstair | Val Müstair | 1425                          | 198,65        | 7                             |
| Zernez      | Zernez      | 1532                          | 344,04        | 4                             |
| Celkem (5)  | Celkem (5)  | 9175                          | 1196,53       | 8                             |